# 魔法学校 (長谷川白紙のアルバム)
『魔法学校』（まほうがっこう）は、長谷川白紙のアルバムである。2024年7月24日、Brainfeederからリリースされた。

## 制作とリリース
『魔法学校』は、2019年11月13日リリースの『エアにに』に次ぐ、長谷川白紙の4年8ヶ月ぶりのフルアルバムである。長谷川は、同アルバムのタイトルについて、「私は〈魔法〉とは真逆の位置にいる作家だと自己分析していて、このタイトルもいわば自分への皮肉なんですよ」と語っている。
同作はフライング・ロータスの率いるレーベルである、Brainfeederからリリースされた。『Mikiki』の北野創と轟ひろみによれば、同レーベルは「LAビートのシーンを起点に世界各地の先鋭的な顔ぶれをフックアップしてきた人気レーベル」であり、「長谷川としてもこの巡り合わせは創作への刺激になったよう」である。長谷川白紙はこのアルバムのリリースにあたって、「音像を聴いただけではレーベル・カラーや印象が一意に定まらない」同レーベルにおいて自分のすべきことは「個人にも隠されたコンテクストや矛盾、予期していなかった新たな可能性」、すなわち「私の声や身体といったものがどういった可能性や撹乱的な力をすでに備えているかを提示すること」が必要であったと語っている。また、長谷川は「ずっと嫌いだった低音領域において、自分はどういうデザインが好きなのかがわかってきた」とも述べており、音作りの重心は従来の作品と比較して低くなっている。

## 楽曲
| #   | タイトル                   | 作詞 | 作曲・編曲 | 時間 |
| --- | -------------------------- | ---- | ---------- | ---- |
| 1.  | 「行っちゃった」           |      |            | 2:14 |
| 2.  | 「行つてしまつた」         |      |            | 2:14 |
| 3.  | 「口の花火」               |      |            | 3:51 |
| 4.  | 「撤回」                   |      |            | 2:29 |
| 5.  | 「蕾に雷」                 |      |            | 4:10 |
| 6.  | 「恐怖の星」               |      |            | 3:45 |
| 7.  | 「ねんねこころみ」         |      |            | 0:56 |
| 8.  | 「禁物」                   |      |            | 4:44 |
| 9.  | 「魔法インター (v2)」      |      |            | 0:30 |
| 10. | 「ボーイズ・テクスチャー」 |      |            | 4:04 |
| 11. | 「焱ばみ」                 |      |            | 1:58 |
| 12. | 「外」                     |      |            | 3:25 |

長谷川いわく、同作品においては「自分の構築される想像上の〈身体〉をぼやかしていく」ことがテーマとなっており、「複製芸術が仮構する〈身体〉へのアプローチ」が重視されている。こうしたコンセプトから、『魔法学校』においては自らの声をパーカッションとして利用した「口の花火」「ボーイズ・テクスチャー」、これに加えてうがいの音をサウンドに加えた「行っちゃった」など、実験的な声のレファレンスが用いられている。また、「禁物」では「〈声〉というメロディーの媒質が入っている構造」を際立たせるために「コードとメロディーだけ」で楽曲を成立されることが志されており、反対に「外」では「どれだけの〈声〉を試せるかという着想」が基盤となっている。
「行つてしまつた」ではKID FRESINOが客演に参加しているほか、「口の花火」ではジャズ・ベーシストのサム・ウィルクス、「恐怖の星」ではホーン・アレンジに挾間美帆が参加している。

## 評価
『ROCKIN'ON JAPAN』の杉浦美恵は、同曲は「わたし自身の身体による音楽の撹乱であり、首尾一貫していないものの、混沌の露呈」という長谷川のコンセプトを体現するものであり、「録音音源が等しく再現性を保つという当たり前のことすら疑いたくなるほど、この作品はひとつの意味に終着するのを拒む」同アルバムの撹乱的性質を高く評価している。『NiEW』の松島広人は、「重層的でミクスチャー」な長谷川白紙の音楽性はひとつのジャンルに帰着させることが難しいものであるとして、「ポピュラー音楽に存在するあらゆるクリシェを解体再構築する」長谷川の音楽性は、「音楽をいまの姿から予想だにしない形へと進化させうる」ものなのでないかと述べている。